# Torneo de las Seis Naciones 2018
El Torneo de las Seis Naciones 2018, conocido como 2018 NatWest 6 Nations debido a motivos de patrocinio, fue la decimonovena edición del Torneo de las Seis Naciones, la competición anual más importante de rugby del hemisferio norte.
Esta edición fue disputada por Inglaterra, Francia, Irlanda, Italia, Escocia y Gales. Incluyendo los torneos matrices anteriores, fue la edición número 124 del torneo.
Al igual que en el torneo de 2017 utilizó el sistema de punto bonus, común a la mayoría de los otros torneos de rugby. Además de los cuatro puntos para una victoria o dos para un empate, un equipo que anote cuatro o más ensayos durante un partido recibirá un punto bonus ofensivo, al igual que un equipo que pierda por 7 o menos puntos, obtiene un punto bonus defensivo. Además, para asegurar que un equipo que gane todos sus partidos (un Grand Slam) también gane el campeonato, se le concederán tres puntos adicionales.

## Participantes
| País       | Estadio             | Estadio   | Estadio              | Entrenador      | Capitán         |
| País       | Recinto             | Capacidad | Ciudad               | Entrenador      | Capitán         |
| ---------- | ------------------- | --------- | -------------------- | --------------- | --------------- |
| Inglaterra | Twickenham Stadium  | 82 000    | Londres              | Eddie Jones     | Dylan Hartley   |
| Francia    | Stade de France     | 81 338    | Saint-Denis Marsella | Jacques Brunel  | Guilhem Guirado |
| Irlanda    | Aviva Stadium       | 51 700    | Dublín               | Joe Schmidt     | Rory Best       |
| Italia     | Stadio Olimpico     | 73 261    | Roma                 | Conor O'Shea    | Sergio Parisse  |
| Escocia    | Murrayfield Stadium | 67 144    | Edimburgo            | Gregor Townsend | John Barclay    |
| Gales      | Millennium Stadium  | 74 500    | Cardiff              | Warren Gatland  | Alun Wyn Jones  |

## Clasificación
| Pos.                                                                 | País       | Partidos | Partidos | Partidos  | Partidos | Anotación | Anotación | Anotación  | Tries (ensayos) | Puntos Bonus | Puntos |
| Pos.                                                                 | País       | Jugados  | Ganados  | Empatados | Perdidos | A favor   | En contra | Diferencia | Tries (ensayos) | Puntos Bonus | Puntos |
| -------------------------------------------------------------------- | ---------- | -------- | -------- | --------- | -------- | --------- | --------- | ---------- | --------------- | ------------ | ------ |
| 1.                                                                   | Irlanda    | 5        | 5        | 0         | 0        | 160       | 82        | +78        | 20              | 6            | 26     |
| 2.                                                                   | Gales      | 5        | 3        | 0         | 2        | 119       | 83        | +36        | 13              | 3            | 15     |
| 3.                                                                   | Escocia    | 5        | 3        | 0         | 2        | 101       | 128       | -27        | 11              | 1            | 13     |
| 4.                                                                   | Francia    | 5        | 2        | 0         | 3        | 108       | 94        | +14        | 8               | 3            | 11     |
| 5.                                                                   | Inglaterra | 5        | 2        | 0         | 3        | 102       | 92        | +10        | 14              | 2            | 10     |
| 6.                                                                   | Italia     | 5        | 0        | 0         | 5        | 92        | 203       | -111       | 12              | 1            | 1      |
| Fuente: NatWest 6 Nations Table (actualizado al 17 de marzo de 2018) |            |          |          |           |          |           |           |            |                 |              |        |

## Partidos
BO: Punto de bonificación ofensivo.
BD: Punto de bonificación defensivo.
GS: Tres puntos de bonificación por ganar los cinco partidos (un Grand Slam).

### Jornada 1
| 3 de febrero de 2018, 14:15 GMT (UTC+0) | Gales | BO 34 – 7 | Escocia                                      | Millennium Stadium, Cardiff | |
| | Tries: G. Davies 5' Halfpenny 11', 60' S. Evans 72' Conversiones: (4/4) Halfpenny 7', 12', 62', 73' Penales: (2/2) Halfpenny 43', 48' | Reporte   | Try: 78' Horne Conversión: 78' Russell (1/1) | Asistencia: 74 169 espectadores Árbitro(s): Pascal Gaüzère Juez de touch: Romain Poite Juez de touch: Matthew Carley TMO: David Grashoff | Asistencia: 74 169 espectadores Árbitro(s): Pascal Gaüzère Juez de touch: Romain Poite Juez de touch: Matthew Carley TMO: David Grashoff |
| Josh Adams (Gales) y Murray McCallum (Escocia) hicieron su debut internacional. Es el primer punto bonus logrado por Gales en el Seis Naciones. | |           |                                              | | |

| 3 de febrero de 2018, 17:45 CET (UTC+1) | Francia                                                                         | BD 13 – 15 | Irlanda                                                          | Stade de France, Saint-Denis | |
| | Try: Thomas 71' Conversión: (1/1) Belleau 73' Penales: (2/2) Machenaud 35', 53' | Reporte    | Penales: 2', 21', 38', 46' Sexton (4/5) Drop: 80+2' Sexton (1/1) | Asistencia: 74 878 espectadores Árbitro(s): Nigel Owens Juez de touch: Wayne Barnes Juez de touch: Paul Williams TMO: Rowan Kitt | Asistencia: 74 878 espectadores Árbitro(s): Nigel Owens Juez de touch: Wayne Barnes Juez de touch: Paul Williams TMO: Rowan Kitt |
| Matthieu Jalibert, Geoffrey Palis, Adrien Pélissié, Dany Priso, Cedate Gomes Sa y Marco Tauleigne (todos de Francia) hicieron su debut internacional. |                                                                                 |            |                                                                  | | |

| 4 de febrero de 2018, 16:00 CET (UTC+1) | Italia                                                                                | 15 – 46 BO | Inglaterra | Stadio Olímpico, Roma | |
| | Tries: Benvenuti 19' Bellini 57' Conversiones: (1/2) Allan 19' Penal: (1/1) Allan 38' | Reporte    | Tries: 2', 10' Watson 25' Farrell 51', 74' Simmonds 67' Ford 76' Nowell Conversiones: 25', 51', 67', 74' Farrell (4/7) Penal: 46' Farrell (1/1) | Asistencia: 61 464 espectadores Árbitro(s): Mathieu Raynal Juez de touch: Jérôme Garcès Juez de touch: Nic Berry TMO: Glenn Newman | Asistencia: 61 464 espectadores Árbitro(s): Mathieu Raynal Juez de touch: Jérôme Garcès Juez de touch: Nic Berry TMO: Glenn Newman |
| Alessandro Zanni (Italia) es el séptimo jugador de su país en llegar a los 100 test match. Alec Hepburn (Inglaterra) hizo su debut internacional. |                                                                                       |            | | | |

### Jornada 2
| 10 de febrero de 2018, 14:15 GMT (UTC+0)                                                                   | Irlanda | BO 56 – 19 | Italia                                                                   | Estadio Aviva, Dublín | |
| | Tries: Henshaw 11', 44' Murray 14' Aki 21' Earls 35' Best 53' Stockdale 60', 70' Conversiones: (5/5) Sexton 12', 16', 22', 37', 45' (3/3) Carbery 54', 61', 71' | Reporte    | Tries: 56' Allan 66' Gori 75' Minozzi Conversiones: 58', 66' Allan (2/3) | Asistencia: 51 700 espectadores Árbitro(s): Romain Poite Juez de touch: Pascal Gaüzère Juez de touch: Matthew Carley TMO: David Grashoff | Asistencia: 51 700 espectadores Árbitro(s): Romain Poite Juez de touch: Pascal Gaüzère Juez de touch: Matthew Carley TMO: David Grashoff |
| Jordan Larmour (Irlanda) hizo su debut internacional. Irlanda logró su triunfo número 300 en test matches. | |            |                                                                          | | |

| 10 de febrero de 2018, 16:45 GMT (UTC+0) | Inglaterra                                         | 12 – 6 BD | Gales                                          | Estadio de Twickenham, Londres | |
| | Tries: May 3', 20' Conversiones: (1/2) Farrell 21' | Reporte   | Penales: 24' Patchell (1/2) 77' Anscombe (1/1) | Asistencia: 82 000 espectadores Árbitro(s): Jérôme Garcès Juez de touch: Mathieu Raynal Juez de touch: Nic Berry TMO: Glenn Newman | Asistencia: 82 000 espectadores Árbitro(s): Jérôme Garcès Juez de touch: Mathieu Raynal Juez de touch: Nic Berry TMO: Glenn Newman |
| Con esta victoria, Inglaterra gana su décimo quinto test match consecutivo como local, quebrando el récord anterior de 14 logrado entre 1998 y 2003. Este es el resultado más bajo en el Seis Naciones desde 2013 cuando Inglaterra venció a Irlanda 12-6. |                                                    |           |                                                | | |

| 11 de febrero de 2018, 15:00 GMT (UTC+0)                  | Escocia | 32 – 26 BD | Francia | Estadio Murrayfield, Edimburgo                                                                                                 | |
|                                                           | Tries: Maitland 13' H. Jones 32' Conversiones: (2/2) Laidlaw 14', 33' Penales: (6/6) Laidlaw 44', 49', 61', 65', 71', 77' | Reporte    | Tries: 3', 27' Thomas Conversiones: 4', 28' Machenaud (2/2) Penales: 10', 40+2' Machenaud (2/2) 47', 58' Serin (2/2) | Asistencia: 67 144 espectadores Árbitro(s): John Lacey Juez de touch: Nigel Owens Juez de touch: Paul Williams TMO: Rowan Kitt | Asistencia: 67 144 espectadores Árbitro(s): John Lacey Juez de touch: Nigel Owens Juez de touch: Paul Williams TMO: Rowan Kitt |
| Escocia gana la primera edición del Auld Alliance Trophy. | |            | | | |

### Jornada 3
| 23 de febrero de 2018, 21:00 CET (UTC+1)                                                                | Francia | 34 – 17 | Italia | Orange Vélodrome, Marsella | |
| | Tries: Gabrillagues 4' Bonneval 59' Bastareaud 72' Conversiones: (1/2) Machenaud 60' (1/1) Trinh-Duc 73' Penales: (5/5) Machenaud 28', 39', 45', 64', 70' | Reporte | Tries: · Try penal 9' · Minozzi 78' · Conversiones: · 78' Canna (1/1) · Penal: · 49' Allan (1/1) · Tarjeta: · 80+2' Biagi | Asistencia: 50 000 espectadores Árbitro(s): Wayne Barnes Juez de touch: John Lacey Juez de touch: Luke Pearce TMO: David Grashoff | Asistencia: 50 000 espectadores Árbitro(s): Wayne Barnes Juez de touch: John Lacey Juez de touch: Luke Pearce TMO: David Grashoff |
| Baptiste Couilloud (Francia) hizo su debut internacional. Francia retiene el Trofeo Giuseppe Garibaldi. | |         | | | |

| 24 de febrero de 2018, 14:15 GMT (UTC+0) | Irlanda | BO 37 – 27 | Gales | Estadio Aviva, Dublín | |
|                                          | Tries: Stockdale 6', 80+1' Aki 40+1' Leavy 44' Healy 53' Conversiones: (2/4) Sexton 40+2', 45' (1/1) Carbery 80+2' Penales: (1/3) Sexton 35' (1/1) Murray 75' | Reporte    | Tries: 20' G. Davies 61' Shingler 76' S. Evans Conversiones: 21', 63', 77' Halfpenny (3/3) Penales: 2', 30' Halfpenny (2/2) | Asistencia: 51 700 espectadores Árbitro(s): Glen Jackson Juez de touch: Pascal Gaüzère Juez de touch: Matthew Carley TMO: Rowan Kitt | Asistencia: 51 700 espectadores Árbitro(s): Glen Jackson Juez de touch: Pascal Gaüzère Juez de touch: Matthew Carley TMO: Rowan Kitt |

| 24 de febrero de 2018, 16:45 GMT (UTC+0) | Escocia | 25 – 13 | Inglaterra | Estadio Murrayfield, Edimburgo | |
| | Tries: Jones 14', 37' Maitland 30' Conversiones: (2/3) Laidlaw 15', 38' Penales: (1/1) Laidlaw 2' (1/1) Russell 66' (0/1) Hogg | Reporte | Try: · 43' Farrell · Conversión: · 43' Farrell (1/1) · Penales: · 13', 17' Farrell (2/2) · Tarjeta: · 65' hasta 75' Underhill | Asistencia: 67 144 espectadores Árbitro(s): Nigel Owens Juez de touch: Jérôme Garcès Juez de touch: Andrew Brace TMO: Simon McDowell | Asistencia: 67 144 espectadores Árbitro(s): Nigel Owens Juez de touch: Jérôme Garcès Juez de touch: Andrew Brace TMO: Simon McDowell |
| Blair Kinghorn (Escocia) hizo su debut internacional. Joe Launchbury (Inglaterra) llegó a su test match número 50. Escocia logra la Calcutta Cup por primera vez desde 2008. Escocia extiende a 6 los triunfos consecutivos en casa, la más extensa en el Seis Naciones. Es el triunfo más amplio de Escocia sobre Inglaterra en el Seis Naciones. | |         | | | |

### Jornada 4
| 10 de marzo de 2018, 14:15 GMT (UTC+0) | Irlanda | BO 28 – 8 | Escocia                                                              | Estadio Aviva, Dublín | |
|                                        | Tries: Stockdale 21', 40' Murray 45' Cronin 68' Conversiones: (4/4) Sexton 23', 40', 46', 70' Penal: (0/1) Sexton | Reporte   | Try: 51' Kinghorn Conversión: (0/1) Laidlaw Penal: 12' Laidlaw (1/1) | Asistencia: 51 700 espectadores Árbitro(s): Wayne Barnes Juez de touch: Ben O'Keeffe Juez de touch: Luke Pearce TMO: George Ayoub | Asistencia: 51 700 espectadores Árbitro(s): Wayne Barnes Juez de touch: Ben O'Keeffe Juez de touch: Luke Pearce TMO: George Ayoub |
| Irlanda consigue la Centenary Quaich.  | |           |                                                                      | | |

| 10 de marzo de 2018, 17:45 CET (UTC+1) | Francia                                                                          | 22 – 16 BD | Inglaterra | Stade de France, Saint-Denis | |
| | Try: Try penal 49' Penales: (4/4) Machenaud 25', 33', 37', 63' (1/1) Beauxis 78' | Reporte    | Try: · 74' May · Conversión: · 75' Farrell (1/1) · Penales: · 4', 29' Farrell (2/2) · 21' Daly (1/1) · Tarjeta: · 49' hasta 59' Watson | Asistencia: 78 060 espectadores Árbitro(s): Jaco Peyper Juez de touch: Angus Gardner Juez de touch: Marius van der Westhuizen TMO: Ben Skeen | Asistencia: 78 060 espectadores Árbitro(s): Jaco Peyper Juez de touch: Angus Gardner Juez de touch: Marius van der Westhuizen TMO: Ben Skeen |
| Es la primera vez desde 2015 que Inglaterra pierde dos partidos consecutivos. Por la lesión de Dylan Hartley, Owen Farrell fue capitán de Inglaterra por primera vez. |                                                                                  |            | | | |

| 11 de marzo de 2018, 15:00 GMT (UTC+0) | Gales | BO 38 – 14 | Italia | Millennium Stadium, Cardiff | |
|                                        | Tries: · Parkes 4' · North 6', 66' · Hill 43' · Tipuric 71' · Conversiones: · (3/3) Anscombe 5', 8', 44' · (2/2) Halfpenny 68', 72' · Penal: · (1/1) Anscombe 37' · Tarjetas: · L. Williams 41' hasta 51' · G. Davies 48' hasta 58' | Reporte    | Tries: · 10' Minozzi · 76' Bellini · Conversiones: · 12' Allan (1/1) · 77' Canna (1/1) · Tarjeta: · 77' hasta 80' Benvenuti | Asistencia: 65 242 espectadores Árbitro(s): Jérôme Garcès Juez de touch: Pascal Gaüzère Juez de touch: Andrew Brace TMO: Marius Jonker | Asistencia: 65 242 espectadores Árbitro(s): Jérôme Garcès Juez de touch: Pascal Gaüzère Juez de touch: Andrew Brace TMO: Marius Jonker |

### Jornada 5
| 17 de marzo de 2018, 13:30 CET (UTC+1) | Italia                                                                                                 | BD 27 – 29 BO | Escocia | Stadio Olímpico, Roma | |
|                                        | Tries: Allan 13', 44' Minozzi 20' Conversiones: (3/3) Allan 14', 21', 44' Penales: (2/2) Allan 6', 77' | Reporte       | Tries: 10' Brown 24' Barclay 61' Maitland 71' Hogg Conversiones: 24', 62', 71' Laidlaw (3/4) Penal: 79' Laidlaw (1/1) | Asistencia: 60 412 espectadores Árbitro(s): Pascal Gaüzère Juez de touch: Jérôme Garcès Juez de touch: Andrew Brace TMO: Marius Jonker | Asistencia: 60 412 espectadores Árbitro(s): Pascal Gaüzère Juez de touch: Jérôme Garcès Juez de touch: Andrew Brace TMO: Marius Jonker |

| 17 de marzo de 2018, 14:45 GMT (UTC+0) | Inglaterra                                               | 15 – 24 GS | Irlanda | Estadio de Twickenham, Londres | |
|                                        | Tries: Daly 32', 65' May 80' Conversiones: (0/3) Farrell | Reporte    | Tries: · 5' Ringrose · 24' Stander · 40' Stockdale · Conversiones: · 6', 25' Sexton (2/2) · 40' Carbery (1/1) · Penales: · Sexton (0/1) · 59' Murray (1/1) · Carbery (0/1) · Tarjeta: · 28' hasta 38' O'Mahony | Asistencia: 82 062 espectadores Árbitro(s): Angus Gardner Juez de touch: Jaco Peyper Juez de touch: Marius van der Westhuizen TMO: Ben Skeen | Asistencia: 82 062 espectadores Árbitro(s): Angus Gardner Juez de touch: Jaco Peyper Juez de touch: Marius van der Westhuizen TMO: Ben Skeen |

| 17 de marzo de 2018, 17:00 GMT (UTC+0)                  | Gales                                                                                 | 14 – 13 BD | Francia | Millennium Stadium, Cardiff | |
|                                                         | Try: L. Williams 3' Conversión: (0/1) Halfpenny Penales: (3/3) Halfpenny 9', 15', 31' | Reporte    | Try: 20' Fickou Conversión: 21' Machenaud (1/1) Penales: 48' Machenaud (1/2) Trinh-Duc (0/1) Drop: 3' Trinh-Duc (1/1) | Asistencia: 74 169 espectadores Árbitro(s): Ben O'Keeffe Juez de touch: Wayne Barnes Juez de touch: Luke Pearce TMO: George Ayoub | Asistencia: 74 169 espectadores Árbitro(s): Ben O'Keeffe Juez de touch: Wayne Barnes Juez de touch: Luke Pearce TMO: George Ayoub |
| Mathieu Babillot (Francia) hizo su debut internacional. |                                                                                       |            | | | |

## Premios especiales
- Grand Slam:  Irlanda
- Triple Corona:  Irlanda
- Copa Calcuta:  Escocia
- Millennium Trophy:  Irlanda
- Centenary Quaich:  Irlanda
- Trofeo Auld Alliance:  Escocia
- Trofeo Garibaldi:  Francia
- Cuchara de madera: No hubo ganador

## Estadísticas

### Máximos anotadores
| Pos | Nombre           | Equipo     | Pts |
| --- | ---------------- | ---------- | --- |
| 1   | Maxime Machenaud | Francia    | 50  |
| 2   | Leigh Halfpenny  | Gales      | 49  |
| 3   | Jonathan Sexton  | Irlanda    | 44  |
| 4   | Tommaso Allan    | Italia     | 41  |
| 4   | Greig Laidlaw    | Escocia    | 41  |
| 6   | Owen Farrell     | Inglaterra | 39  |
| 7   | Jacob Stockdale  | Irlanda    | 35  |
| 8   | Matteo Minozzi   | Italia     | 20  |
| 8   | Jonny May        | Inglaterra | 20  |
| 10  | Conor Murray     | Irlanda    | 16  |

| Pos | Nombre          | Equipo     | Tries |
| --- | --------------- | ---------- | ----- |
| 1   | Jacob Stockdale | Irlanda    | 7     |
| 2   | Matteo Minozzi  | Italia     | 4     |
| 2   | Jonny May       | Inglaterra | 4     |
| 4   | Tommaso Allan   | Italia     | 3     |
| 4   | Huw Jones       | Escocia    | 3     |
| 4   | Sean Maitland   | Escocia    | 3     |
| 4   | Teddy Thomas    | Francia    | 3     |
| 8   | Bundee Aki      | Irlanda    | 2     |
| 8   | Mattia Bellini  | Italia     | 2     |
| 8   | Gareth Davies   | Gales      | 2     |
| 8   | Steffan Evans   | Gales      | 2     |
| 8   | Owen Farrell    | Inglaterra | 2     |
| 8   | Leigh Halfpenny | Gales      | 2     |
| 8   | Robbie Henshaw  | Irlanda    | 2     |
| 8   | Conor Murray    | Irlanda    | 2     |
| 8   | George North    | Gales      | 2     |
| 8   | Sam Simmonds    | Inglaterra | 2     |
| 8   | Anthony Watson  | Inglaterra | 2     |